# Dreads (Transformers)
Les Dreads sont des personnages du film Transformers 3 : La Face cachée de la Lune. Ils sont une sous-faction de Transformers étant eux-mêmes affiliés aux Decepticons.

## Transformers 3: la Face cachée de la Lune
Les Dreads sont une unité d'élite de Decepticons souvent chargé par Mégatron d'éliminer les dirigeants Autobots. Leur équipe est composée de trois membres : 
- Crankcase, le chef des Dreads. Dans le film, il se fait tuer par Ironhide en se faisant transpercer l'œil gauche par son propre baton-boom a épine, puis qui explose.
- Crowbar, le stratège de l'équipe. Dans le film, il se fait tuer par Ironhide en se faisant tirer dessus sur la tête avec un fusil laser de Sideswipe.
- Hatchet, un robot-animal qui intervient davantage dans les batailles que dans les missions d'espionnage. Dans le film, il se fait tuer par Bumblebee et Mirage.

Dans Transformers 5, deux nouveaux Dreads apparaissent. Ils sont composés de :
- Berserker, il n'est pas libéré de la prison car il est trop dangereux.
- Dreadbot, il est libéré de la prison mais il se fait tuer par Grimlock.